# Roman Güntensperger
Roman Güntensperger (sinh ngày 18 tháng 1 năm 1991) là một cầu thủ bóng đá người Thụy Sĩ thi đấu cho Bellinzona tại Giải bóng đá vô địch quốc gia Thụy Sĩ.

## Sự nghiệp
Güntensperger bắt đầu thi đấu cho Zürich và St. Gallen ở cấp độ U-21. Anh thi đấu ở Challenge League cùng với Kriens và Bellinzona trước khi trải qua thời gian ngắn cùng với Gaziantep B.B.. He currently plays at FC Rapperswil-Jona tại Swiss Challenge League.